# Herzog August Bibliothek

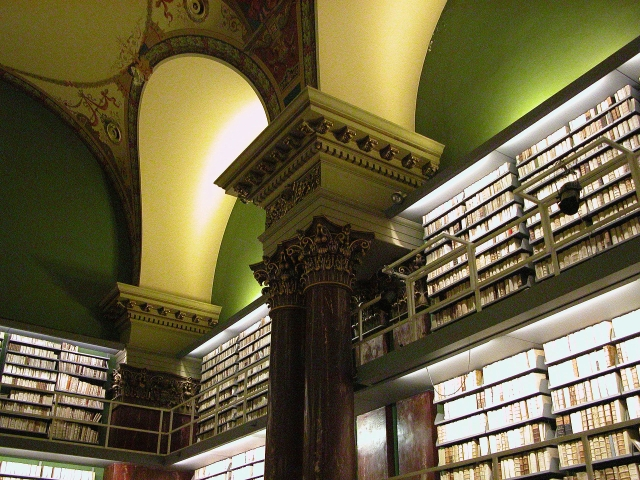
Herzog August Bibliothek

Herzog August Bibliothek i Wolfenbüttel är ett tyskt forskningsbibliotek. Det grundades av Julius av Braunschweig-Wolfenbüttel, men har fått sitt namn efter August II av Braunschweig-Wolfenbüttel, under vars tid det byggdes ut till det största norr om Alperna. De mest betydande bibliotekarierna har varit Gottfried Wilhelm von Leibniz (från 1691 till 1716) och Gotthold Ephraim Lessing (från 1770 till 1781).